# جاده ئی۴۰۳ اروپا

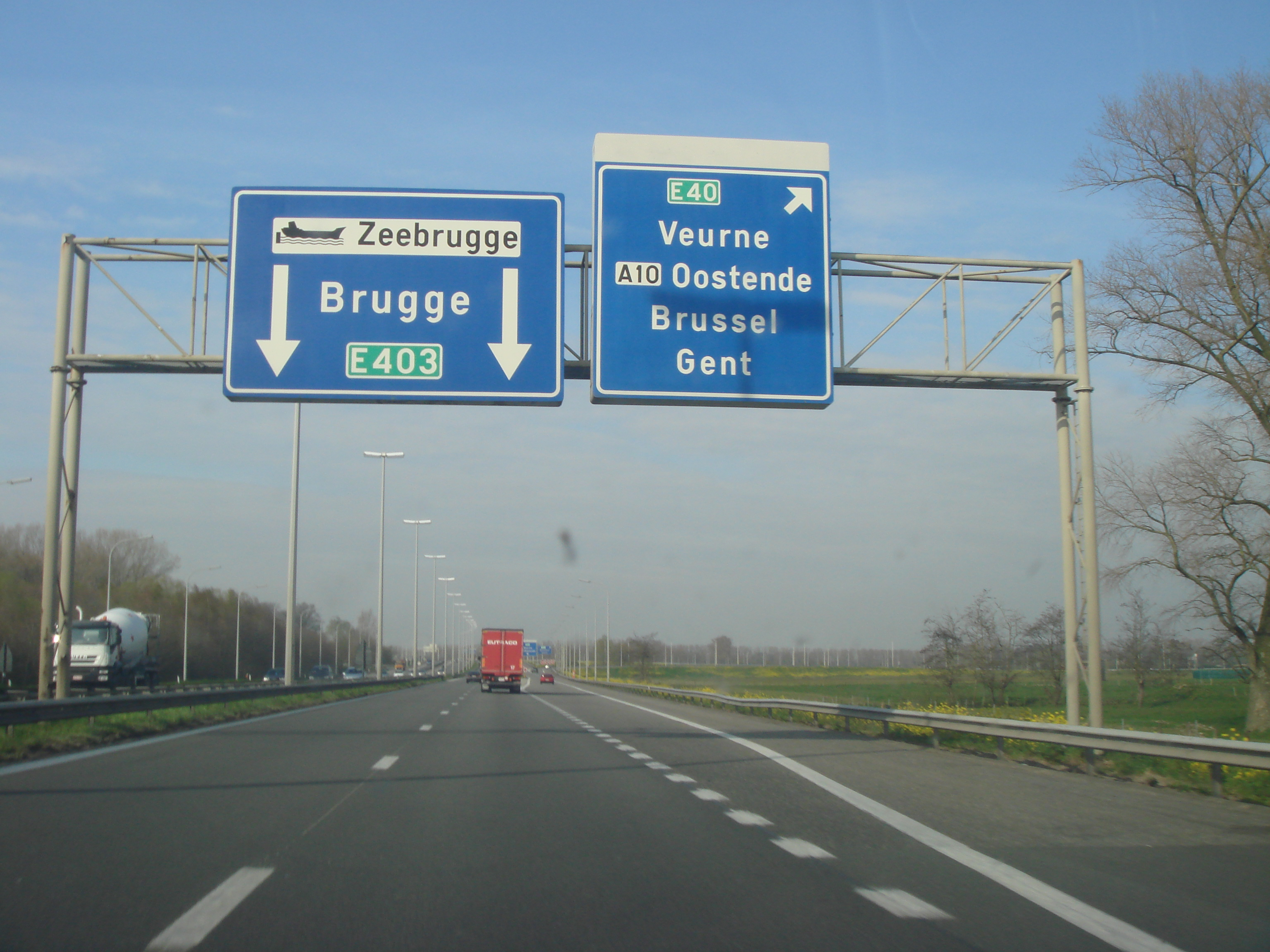

جاده ئی۴۰۳ اروپا (به انگلیسی: European route E403) یکی از جاده‌های درجه ۲ قاره اروپا است.
این جاده که در کشور بلژیک قرار دارد از شهر زیبورخه شروع شده و در شهر تورنه به پایان می‌رسد.